# Матсалуский залив
Ма́тсалуский зали́в (эст. Matsalu laht) — залив Балтийского моря на западном побережье Эстонии. Протяжённость береговой линии около 21 км, средняя ширина 4 — 6 км. Мелководная бухта с песчаным берегом. Помимо травянистых угодий на берегах много зарослей камыша и тростника, а также мелких кустарников. В залив впадает река Казари. Площадь — 67 км².
Через этот регион проходят маршруты сезонной миграции перелётных птиц, многие виды которых делают стоянку на пролёте к побережью Восточной Атлантики и обратно. Также залив является средой постоянного обитания множества разнообразных видов водоплавающих и болотных птиц.
Учитывая необходимость сохранения биосферного комплекса региона, в акватории залива создана природоохранная зона Матсалуского национального парка.